# Лептон
Лепто́н (грец. λεπτός — легкий) — елементарна частинка, ферміон, що не бере участі в сильній взаємодії. Назва «лептон» була запропонована Леоном Розенфельдом у 1948 році і відображала той факт, що всі відомі на той час лептони були значно легшими за важкі частинки, що входять у клас баріонів (грец. βαρύς — важкий). Зараз етимологія терміна вже не цілком узгоджується з дійсним положенням справ, оскільки відкритий в 1977 тау-лептон приблизно удвічі важчий за найлегші баріони (протон і нейтрон).
Існує три покоління лептонів:
- перше покоління: електрон, електронне нейтрино
- друге покоління: мюон, мюонне нейтрино
- третє покоління: тау-лептон, тау-нейтрино (плюс відповідні античастинки)

Співвідношення між масами заряджених лептонів описується формулою Койде.
Кількість можливих поколінь «класичних лептонів» встановлена з експериментів з вимірювання ширини розпаду Z0-бозона — вона дорівнює трьом. Щиро кажучи, це не виключає можливості існування «стерильних (таких, що не беруть участі у слабкій взаємодії) або дуже важких (масою понад кілька десятків ГеВ, всупереч назві) поколінь» лептонів.
Лептони разом із кварками (які беруть участь у всіх чотирьох взаємодіях, включаючи сильну) складають клас фундаментальних ферміонів — частинок, з яких складається речовина.

## Таблиця лептонів
| Назва частинки / античастинки | Символ | Заряд Q (e) | Спін J | Le | Lμ | Lτ | Маса (МеВ/c2)    | Час життя (с)            | Типовий розпад                                                    |
| ----------------------------- | ------ | ----------- | ------ | -- | -- | -- | ---------------- | ------------------------ | ----------------------------------------------------------------- |
| Електрон                      | e−     | −1          | 1⁄2    | +1 | 0  | 0  | 0.510998910(±13) | Стабільний               | Стабільний                                                        |
| Позитрон                      | e+     | +1          | 1⁄2    | −1 | 0  | 0  | 0.510998910(±13) | Стабільний               | Стабільний                                                        |
| Мюон                          | μ−     | −1          | 1⁄2    | 0  | +1 | 0  | 105.6583668(±38) | 2.197019×10−6(±21)       | {\displaystyle e^{-}+{\bar {\nu _{e}}}+\nu _{\mu }}               |
| Антимюон                      | μ+     | +1          | 1⁄2    | 0  | −1 | 0  | 105.6583668(±38) | 2.197019×10−6(±21)       | {\displaystyle e^{-}+{\bar {\nu _{e}}}+\nu _{\mu }}               |
| Тау-лептон                    | τ−     | −1          | 1⁄2    | 0  | 0  | +1 | 1776.84 (±.17)   | 2.906×10−13(±.010)       | See τ decay modes [Архівовано 20 березня 2021 у Wayback Machine.] |
| Анти-тау                      | τ+     | +1          | 1⁄2    | 0  | 0  | −1 | 1776.84 (±.17)   | 2.906×10−13(±.010)       | See τ decay modes [Архівовано 20 березня 2021 у Wayback Machine.] |
| Електронне нейтрино           | ν e    | 0           | 1⁄2    | +1 | 0  | 0  | < 0.0000022      | Невідомий (дуже великий) | –                                                                 |
| Електронне антинейтрино       | ν e    | 0           | 1⁄2    | −1 | 0  | 0  | < 0.0000022      | Невідомий (дуже великий) | –                                                                 |
| Мюонне нейтрино               | ν μ    | 0           | 1⁄2    | 0  | +1 | 0  | < 0.17           | Невідомий (дуже великий) | –                                                                 |
| Мюонне антинейтрино           | ν μ    | 0           | 1⁄2    | 0  | −1 | 0  | < 0.17           | Невідомий (дуже великий) | –                                                                 |
| Тау-нейтрино                  | ν τ    | 0           | 1⁄2    | 0  | 0  | +1 | < 15.5           | Невідомий (дуже великий) | –                                                                 |
| Тау-антинейтрино              | ν τ    | 0           | 1⁄2    | 0  | 0  | −1 | < 15.5           | Невідомий (дуже великий) | –                                                                 |